# 斯蒂芬·菲爾斯特納
斯蒂芬·菲爾斯特納（Stephan Fürstner）是德國的一位足球運動員。在場上司職中場。他現在效力于菲爾特足球俱樂部。

## 外部連結
- fussballdaten.de：Stephan Fürstner之統計數據 （德文）